# 17 lunes
17 lunes est un roman du genre Southern Gothic écrit par les auteures américaines Kami Garcia et Margaret Stohl et qui est la suite de 16 lunes.

## Résumé
« Je n'aurais jamais imaginé que Lena pourrait me fuir ou me cacher des choses. 
Qu'un jour arriverait où ne nous comprendrions plus. 
Mon statut Mortel m'interdisait l'accès au monde des Enchanteurs, mais était-ce une raison pour rompre tout lien ?
Après le désastre du seizième anniversaire de Lena, j'avais pensé que l'aimer et la soutenir suffiraient. Mais il fallait croire que je m'étais trompé. »

## La suite
Le troisième tome de cette saga est sortie en octobre 2011 en France et aux États-Unis et est intitulé 18 lunes (Beautiful Chaos en version originale),.